# نورث يوتيكا (إلينوي)
نورث يوتيكا (بالإنجليزية: North Utica, Illinois)‏ هي معلم جغرافي تقع في الولايات المتحدة في إلينوي. يقدر عدد سكانها بـ 977 نسمة .

## الموقع الجغرافي
الموقع الجغرافي للمناطق المحيطة بهذه النقطة هو كالتالي: